# Szkarłatna litera

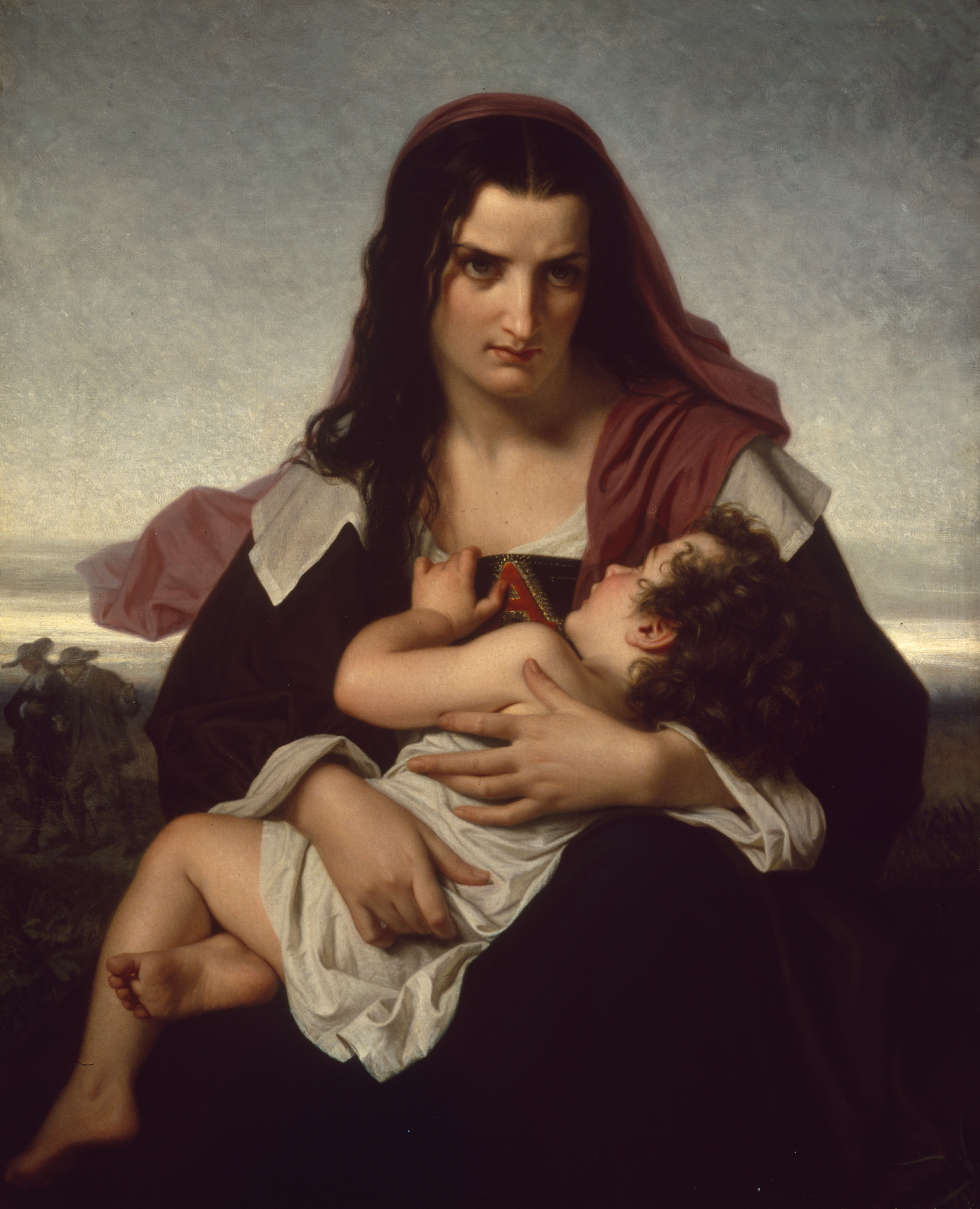
Szkarłatna litera pędzla Hugues’a Merle’a przedstawia Hester Prynne i Pearl.

Szkarłatna litera (The Scarlet Letter) – najsłynniejsza powieść amerykańskiego pisarza Nathaniela Hawthorne’a z 1850 r., nazywana pierwszą wielką amerykańską powieścią psychologiczną oraz gotyckim romansem. Tłem utworu jest życie w purytańskiej społeczności Nowej Anglii XVII wieku, jej głównym tematem zaś – problem winy i kary, grzechu oraz religijności stanowiącej prawo.

## Fabuła
Rzecz dziejąca się w latach 1642–1649 opowiada historię Hester Prynne – młodej mężatki przybyłej do Bostonu w czasach kolonizacji Nowego Świata. Podczas oczekiwania na przybycie męża do tej niewielkiej jeszcze wówczas osady zakochuje się i rodzi nieślubną córeczkę Pearl. W wyniku tej niewierności zostaje publicznie napiętnowana i odsunięta na margines społeczeństwa. Przez kolejne lata stara się odkupić swój grzech, poświęcając się opiece nad córką oraz nad potrzebującymi, a jednocześnie uchronić od zguby kochanka, którego tożsamości zaczyna domyślać się zdradzony mąż Hester, Roger Chillingworth.

## Tytuł
Tytułową szkarłatną literą jest znak hańby wyszyty na ubraniu głównej bohaterki ku przestrodze społeczeństwa i ostracyzmowi jednostek zagrażających moralności tłumu. Najprawdopodobniej zwyczaj ten był autentycznie obecny w purytańskich społecznościach. Znakiem hańby jest tu szkarłatne duże A, pochodne od słowa adultery, czyli „cudzołóstwo” w języku angielskim.

## Adaptacje
- Szkarłatna litera – amerykański film z 1926 roku w reżyserii Victora Sjöströma.
- Szkarłatna litera – amerykański film z 1995 roku w reżyserii Rolanda Joffé’a.
- Łatwa dziewczyna – amerykański film z 2010 roku w reżyserii Willa Glucka (film jest luźną adaptacją powieści[2]).